# Сака, Антонио
Элиас Антонио Сака Гонсалес (исп. Elías Antonio Saca González; род. 9 марта 1965, Усулутан, Сальвадор) — президент Сальвадора с 2004 по 2009 год.
Потомок палестинских эмигрантов-католиков, переехавших в Сальвадор из Вифлеема в начале XX века. До того как стать президентом, был известным бизнесменом и спортивным радиожурналистом. 21 марта 2004 года победил на президентских выборах как кандидат от правящей консервативной партии Националистический республиканский альянс (АРЕНА), набрав 57,7 %. Его основной оппонент, кандидат левых сил Шафик Хандаль, получил 35,6 %. Сака — сторонник свободного рынка, проводил проамериканскую политику. По просьбе бывшего президента США Джорджа Буша-младшего, он отправил небольшой контингент сальвадорских войск в Ирак. Близким политическим сотрудником Саки являлась Глория Сальгуэро Гросс — участница основания АРЕНА, сподвижница Роберто д'Обюссона.
15 марта 2009 года в Сальвадоре состоялись президентские выборы, в ходе которых избиратели отдали предпочтение одному из двух кандидатов, представляющих противоположные концы политического спектра страны. Кандидатом от правоконсервативного Националистического республиканского альянса был Родриго Авила, а от левоцентристского Фронта национального освобождения имени Фарабундо Марти — Маурисио Фунес, который получил около 51 процента голосов, что позволило ему стать следующим президентом страны. Его соперник Родриго Авила получил около 48 процентов голосов. Официальная передача власти новоизбранному президенту состоялась в июне 2009.
Спустя чуть меньше года после президентских выборов почти половина из 32 депутатов парламента от оппозиционной партии АРЕНА перешла в новоиспечённую право-центристскую партию Gana («К победе»). Многие из перешедших депутатов связаны с бывшим президентом Антонио Сака, в связи с чем некоторые политические обозреватели Сальвадора подозревают, что новый блок создаётся по инициативе Антонио Сака.
Сака женился на Ане Лигиа Микко Соль де Сака 11 августа 1989 года. У пары трое детей, Херардо Антонио, Хосе Алехандро и Кристиан Эдуардо.
13 сентября 2018 года Антонио Сака был признан виновным в растрате 300 миллионов долларов из бюджета страны во время своего президентства. Приговорён к 10 годам тюремного заключения.